# Linia kolejowa Drohobycz – Borysław
Linia kolejowa Drohobycz – Borysław – linia kolejowa na Ukrainie łącząca stację Drohobycz ze stacją Borysław. Znajduje się w obwodzie lwowskim. Zarządzana jest przez Kolej Lwowską (oddział ukraińskich kolei państwowych).
Linia na całej długości jest jednotorowa i niezelektryfikowana. Obecnie na linii Drohobycz – Borysław nie są prowadzone przewozy pasażerskie.

## Historia
Linię otwarto w XIX w. Stanowiła ona odgałęzienie Kolei Dniestrzańskiej (później Galicyjskiej Kolei Transwersalnej) wybudowane w celu zyskania lepszego dostępu do borysławskich pól naftowych. Początkowo leżała w Austro-Węgrzech, w latach 1918 - 1945 w Polsce, następnie w Związku Sowieckim (1945 - 1991) i od 1991 na Ukrainie.